# 冰岛—乌克兰关系
冰岛-乌克兰关系是指冰岛和乌克兰之间的双边关系。冰岛通过驻芬兰大使兼辖在乌克兰的相关事务，乌克兰也通过驻芬兰的大使馆兼辖冰岛相关事务。

## 政治对话
与其他斯堪的纳维亚国家不同，乌克兰与冰岛双边政治对话不定期且不频繁。而冰岛方面比乌克兰方面更有兴趣维持双边关系。  乌克兰对冰岛的最后一次高级别到访是2002年5月，当时乌克兰外交部长阿纳托利·兹连科到访冰岛。此后，冰岛总理戴维·奥德森（2004年2月）和冰岛外交部长瓦勒格扎尔·斯维里斯多蒂尔（2006年11月）都曾正式访问过乌克兰。 

### 2021-22年俄乌危机
冰岛外交部长Þórdís Kolbrún Reykfjörð Gylfadóttir表示冰岛将在双方冲突之中支持乌克兰，并称要让俄罗斯必须为自己的军事行动产生后果。

## 贸易与经济关系
自2009年以来，乌克兰与冰岛的贸易和经济关系仅限于乌克兰进口冰岛的新鲜冷冻鱼。2009年的双边贸易总额达到3875万美元。前几年，乌克兰向冰岛出口工业制成品，但数量很少。同时，在乌克兰的直接投资方面，冰岛在123个投资国中排名第40位。来自冰岛的直接投资有2500万美元。冰岛对乌克兰最大的投资是2006年冰岛国际私人投资银行与其他投资者一起收购了乌克兰利沃夫联合股份商业银行的控股权（92.5%），收购金额为800万美元。